# 宋錦
宋锦，全称“宋式锦”，為中国的一种著名织锦，发源地在中国的苏州，故又称之为“苏州宋锦”。宋锦与南京云锦、成都蜀锦并称“中国三大名锦”。2009年9月28日，宋锦作为中国蚕桑丝织技艺入选世界非物质文化遗产。

## 工艺特色
宋锦的制作工艺较为复杂，织造上一般采用“三枚斜纹组织”，两经三纬，经丝有两重，分为底经和面经，底经为有色熟丝，作地纹；面经用本色生丝，作纬线的结接经，故又称重锦。

### 染色
染色需用纯天然的天然染料，先将丝根据花纹图案的需要染好颜色才能进入织造工序。染料挑选极为严格，大多是植物染料，也有部分矿物染料，全部采用手工染色而成。色彩多用调和色，不用对比色。

### 图案

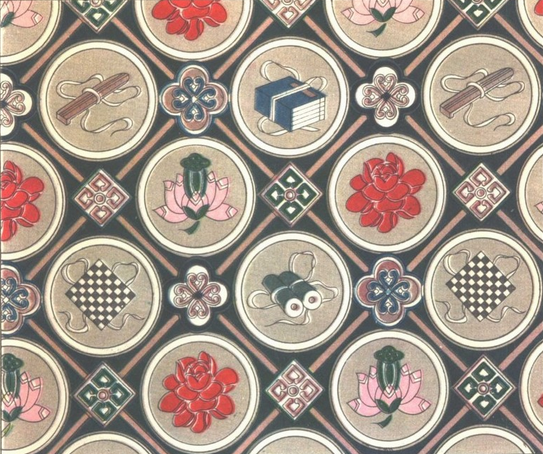
蘇州織錦廠的七彩重錦「琴棋書畫錦」，棋盤圖用國際象棋。

宋锦图案一般以几何纹为骨架，内填以花卉、瑞草，或八宝、暗八仙、八吉祥。八宝指古钱、书、画、琴、棋等，暗八仙是扇子、宝剑、葫芦、花籃、笛子、魚鼓、玉板、荷花，八吉祥则指宝瓶、傘蓋、法轮、盤長、莲花、双鱼、法螺等。常在格子藻井等几何纹框中加入折枝小花，配色典雅和谐。宋锦主要用作书画裝裱和官员服装。　

### 细类
宋锦可分大锦、合锦、小锦三大类。大锦组织细密、图案规整、富丽堂皇，常用于装裱名贵字画、高级礼品盒，也可制作特种服装和花边。合锦用真丝与少量纱线混合织成，图案连续对称，多用于画的立轴、屏条的装裱和一般礼品盒。小锦为花纹细碎的装裱，适用于小件工艺品的包装盒等。

### 与缂丝之异同
两种织物同属于织造中的梭织物，织造材料都以桑蚕丝为主。区别：宋锦是斜纹组织，靠提花显花色，缂丝是平纹组织，靠挖花显花色。宋锦产于宋盛于明清，缂丝产于先唐盛于宋明。

## 相关
在2014中国APEC峰会上，领导人所穿着的服装面料为苏州宋锦。